# Nachrichtengewinnung und Aufklärung
Nachrichtengewinnung und Aufklärung (NG&A) durch militärische Kräfte bezeichnet die Gewinnung und Erfassung von Informationen und Nachrichten zur Lage in Interessen-, Krisen- und Einsatzgebieten, deren Auswertung sowie lageabhängige, auftragsbezogene und bedarfsgerechte Bereitstellung. Nachrichtengewinnung und Aufklärung kann auf strategischer (weltweiter), operativer (weiträumiger) und taktischer Ebene (Einsatzgebiet, Gefechtsfeld) erfolgen. Sie ist neben dem Nachrichtenmanagement (Lagebearbeitung und Berichterstattung) und der Militärischen Sicherheit (MilSi) ein Teilbereich des Militärischen Nachrichtenwesens (Führungsgrundgebiet 2).

## Nachrichtengewinnung
Die Nachrichtengewinnung (englisch intelligence collection) der Streitkräfte umfasst die Sammlung und Auswertung von Informationen unter Anwendung offener Mittel und Methoden und ohne technischen Sensoreinsatz. Sie hat das Ziel, Erkenntnisse über die (militär-)politische und militärische Lage zu erlangen.
Nachrichtengewinnung nutzt alle verfügbaren Quellen und ist komplementär zur Aufklärung. Dabei steht der Mensch als Quelle sowie zur Sammlung von Informationen und Nachrichten im Mittelpunkt. Kräfte zur Nachrichtengewinnung, insbesondere Feldnachrichtenkräfte, werden bei allen Einsätzen der Streitkräfte bereits in der Vorbereitungsphase eingesetzt und tragen damit frühzeitig zu einem umfassenden und aktuellen Lagebild bei.

### Auswertung offener Quellen
Open Source Intelligence (OSINT) ist die Auswertung offener Quellen und umfasst die allgemeine Medienberichterstattung, Fachmagazine, das Internet und sozialer Medien als Social Media Intelligence (SOCMINT).

### Militärattachés
Militärattachés liefern, im Rahmen ihres Auftrags, Erkenntnisse über die Lage in ihrem Zuständigkeitsbereich. Dazu führen sie Gespräche mit relevanten Akteuren vor Ort und sammeln die vor Ort verfügbaren offenen Quellen und werten diese aus.

### Gesprächsführung und Befragung
Ein Mittel der Nachrichtengewinnung ist die Befragung durch zielorientierte Gesprächsführung (HUMINT). Befragt werden können z. B. Kriegsgefangene, im Operationsgebiet befindliche Zivilpersonen, Flüchtlinge, Aufständische, Minderheiten, Regimegegner, nationale und internationale Geistliche und Reporter, Amtspersonen, eigene Staatsbürger und fremder Nationen durch Feldnachrichtenkräfte. Befragung und Gesprächsführung gehören soweit möglich auch zu den allgemeinen Aufgabe der eigenen Truppe.
Durch die Zusammenarbeit und den Informationsaustausch mit internationaler oder nationaler Polizei sowie zivile Institutionen und Hilfsorganisationen (NGO) im Einsatzgebiet im Rahmen der Zivil-militärischen Zusammenarbeit können ebenso Erkenntnisse gewonnen werden. Dies bedarf aber einer intensiven und vertrauensvollen Zusammenarbeit aller Führungsgrundgebiete.

### Fremdes Wehrmaterial
Die technische Auswertung fremden Wehrmaterials und deren technischer Dokumentationen gehört ebenso zur Nachrichtengewinnung wie die Auswertung sonstigen Beutematerials wie Gegenstände, die Kriegsgefangene bei sich geführt haben oder sonst wie aufgefunden wurden (z. B. Notizen, (Lage-)Karten). Dazu sind Feldnachrichtenkräfte beauftragt und besonders befähigt.

## Aufklärung
Aufklärung (englisch reconnaissance) stützt sich, im Unterschied zur Nachrichtengewinnung und -beschaffung, auf den Einsatz von Technik zur Informationsgewinnung. Sie umfasst die Sammlung und Auswertung der durch technische Sensoren sowie durch Sichtbeobachtung erfassten Aufklärungsergebnisse. Sie kann Erkenntnisse für die Operationsführung und die Lagebeurteilung gewinnen, die Erkundung des Geländes dient auch zur Erstellung von Karten.
Aufklärungsflugzeuge und Seeaufklärer können sowohl Träger von Sensoren der fernmelde- und elektronischen wie der abbildenden Aufklärung sein.

### Fernmelde- und Elektronische Aufklärung
Die Fernmelde- und Elektronische Aufklärung umfasst die Fernmelde- und Elektronische Aufklärung mit technischen Mitteln im gesamten Frequenzspektrum durch Suchen, Aufnehmen, Peilen, Auswerten und Bewerten. Dazu zählt auch die Signalaufklärung ausländischer Instrumente (FISINT) und Measurement and Signature Intelligence (MASINT).
Der Standort einer Funkstelle kann wesentliche Hinweise auf Art und Absicht des Gegners als verdichtete Informationen von einer Vielzahl von Beobachtungen liefern – so im Bereich der Marineaufklärung Standorte von U-Booten oder Großkampfschiffe und Schiffsverbände.
Aufklärungsschiffe wie die Flottendienstboote der Bundeswehr werden zur Fernmelde- und Elektronischen Aufklärung eingesetzt.
Ortsfeste Radargeräte wie das RRP 117 werden vom Einsatzführungsdienst der Luftwaffe betrieben und dienen der Feststellung der Luftlage. Mobile landgebundene Radargeräte wie der Fuchs TPz 1 A8A6 PARA RASIT oder das Artilleriebeobachtungsradar können je nach Entfernung Marschkolonnen, einzelne Fahrzeuge oder Personen aufklären. Ein Artillerieortungsradar kann Feuerstellungen von Raketen- und Rohrartillerie sowie von Mörsern aufklären. Auf Schiffen eingesetzte Radargeräte können Seegebiete und den Luftraum weiträumig überwachen. Luftgestützte Radarsysteme befinden sich zum Beispiel in den AWACS-Flugzeugen zur Luftraumüberwachung oder in der Boeing E-8 Joint STARS zur Aufklärung von Landstreitkräften. Remote Battlefield Sensor System können als Bodensensoren Signale erfassen.

### Abbildende Aufklärung
Abbildende Aufklärung erfolgt mittels optischer, Infrarot-, Radar- und anderer Sensoren. Träger dieser Sensoren können Satelliten zur Fernerkundung, bemannte und unbemannte Luftfahrzeugen sein. Erkenntnisse aus der abbildenden Aufklärung werden unter anderem durch die Auswertung von Satelliten- und Luftbildern gewonnen. Historisch wurden Aufklärungsballone, Beobachtungsluftschiffe und Spähkörbe eingesetzt.
In der Bundeswehr besteht die Zentrale Abbildende Aufklärung, welche dem Kommando Strategische Aufklärung unterstellt ist. Ein deutsches System von Aufklärungssatelliten ist SAR-Lupe. Dessen Nachfolger soll das SARah sein.

### Akustische/hydroakustische Aufklärung
Zur Aufklärung gehört auch die akustische/hydroakustische Aufklärung. Diese erfolgt beispielsweise durch das Sound Surveillance System, in der Marineküstenstation Marienleuchte und durch Sonar auf schwimmenden Einheiten. Im Heer gibt es Schallmesssysteme der Artillerie, um gegnerische Feuerstellungen zu orten.

### Spähaufklärung
Spähaufklärung (englisch scout reconnaissance) ist die bodengebundene Augenbeobachtung, die auch mit technischer Unterstützung erfolgt und nötigenfalls durch Kampf erzwungene Aufklärung gegnerischer Kräfte und Mittel. Spähaufklärung erfolgt durch die Heeresaufklärungskräfte, Fernspäher und Spezialkräfte. Zur Spähaufklärung wird in der Bundeswehr z. B. der Spähwagen Fennek eingesetzt, aber auch andere Kampf- und geschützte Unterstützungsfahrzeuge.

### Gefechtsaufklärung
Die Gefechtsaufklärung (englisch tactical reconnaissance) durch die Kampftruppe und alle anderen Truppengattungen soll durch Beobachtung des Gefechtsfelds und den Einsatz von Spähtrupps Informationen über Feind gewinnen und Überraschungen vorbeugen. Sie ist eine allgemeine Aufgabe in Landoperationen und entspricht der Augenbeobachtung von Bord auf See.

## Ebenen

### Strategisch
Nachrichtengewinnung und Aufklärung auf strategischer Ebene dient in erster Linie der Information der politischen Führung zur Unterstützung ihrer Entscheidungsfindung. Sie soll Erkenntnisse über das gegnerische Rüstungspotenzial, Neuentwicklungen von Waffen und die räumliche Verteilung, Stärke, Ausrüstung, Moral und Ausbildung von fremden Kräften gewinnen. Zum Erkenntnisinteresse gehören auch wehrwirtschaftliche und industrielle Ressourcen anderer Staaten und von Bündnissen. In der Auswertung von strategischen Aufklärungsergebnissen werden auch statistische Methoden angewandt – so historisch beim German tank problem von Seiten der Alliierten über die Vorhersage der Produktionsressourcen im Panzerbau auf deutscher Seite.

### Operativ
Nachrichtengewinnung und Aufklärung auf operativer Ebene zielt auf die Absichten und die weiträumige Verteilung gegnerischer Kräfte auf der Ebene von militärischen Großverbänden, auch in der Tiefe des Raumes.

### Taktisch
Nachrichtengewinnung und Aufklärung auf taktischer Ebene dient der Gewinnung von Erkenntnissen, die für die unmittelbare Gefechtsführung benötigt werden. Dazu zählen Truppengattung, Bewegungsrichtung, Zeit, Ort, Stärke und Verhalten von gegnerischen Kräften sowie vermutliche Absicht.
Auf taktischer Ebene erfolgt die Nachrichtengewinnung und Aufklärung durch Aufklärungskräfte und -mittel des eigenen Verbandes wie dem Aufklärungs- und Verbindungszug, dem Einsatz von Gefechtsaufklärung, Spähtrupps und truppeneigenen Mini-UAVs sowie Aufklärungsmittel, die dem Verband von der nächsthöheren Führungsebene unterstellt werden. Zudem ist es Aufgabe jedes Soldaten, sein Umfeld wachsam zu beobachten und relevante Gegebenheiten zu melden. Zur Verdichtung des Lagebildes tragen die Meldungen der Koordinierungselemente der streitkräftegemeinsamen Taktischen Feuerunterstützung bei.

## Abgrenzung

### Nachrichtenbeschaffung
Nachrichtenbeschaffung erfolgt im Unterschied zur Nachrichtengewinnung nicht offen, sondern mit nachrichtendienstlichen Mitteln und Methoden. Sie wird nicht durch die Truppe durchgeführt, sondern durch hierzu befugte Nachrichtendienste mit technischen und nichttechnischen Mitteln. In Deutschland ist dies Aufgabe des Bundesnachrichtendienstes (BND).

### Militärische Sicherheit
Militärische Sicherheit dient dem Schutz von Streitkräften und ihrer Angehörigen vor Spionage, Sabotage, Extremismus, Terrorismus und anderen sicherheitsgefährdenden Tätigkeiten und Bestrebungen. Sie basiert auf den sich ergänzenden Fähigkeiten zur Absicherung und Abschirmung.

#### Absicherung
Absicherung umfasst personelle, organisatorische und materielle Maßnahmen zum Schutz von Einrichtungen und Truppenteilen, zu denen insbesondere alle Dienststellen befähigt sein müssen.

#### Abschirmung
Abschirmung ist der umfassende Begriff, der alle Tätigkeiten des Militärischen Abschirmdienstes (MAD) für die Bundeswehr in seinem Kernauftrag bezeichnet. Dazu gehört die Spionage-, Extremismus- und Terrorismusabwehr sowie der personelle und materielle Geheim- und Sabotageschutz. In Auslandseinsätzen der Bundeswehr führt der MAD „Einsatzabschirmung“ durch. Ziel der Abschirmung ist der Schutz und die Sicherung der Einsatzbereitschaft der Truppe vor Innentätern, nicht jedoch die militärische Nachrichtenbeschaffung mit nachrichtendienstlichen Mitteln und Verfahren.